# نیمه ابری همراه با طلسم‌های آفتابی
نیمه ابری همراه با طلسم‌های آفتابی (به انگلیسی: Partly Cloudy with Sunny Spells) فیلمی محصول سال ۲۰۱۵ میلادی به کارگردانی مارکو پونته‌کوروو است. در این فیلم بازیگرانی همچون لوکا زینگارتی، لیلو و گرگ، کارولینا کرشنتینی، جان تورتورو و لورنتسا ایندووینا ایفای نقش کرده‌اند.